# Towarzystwo Pomost

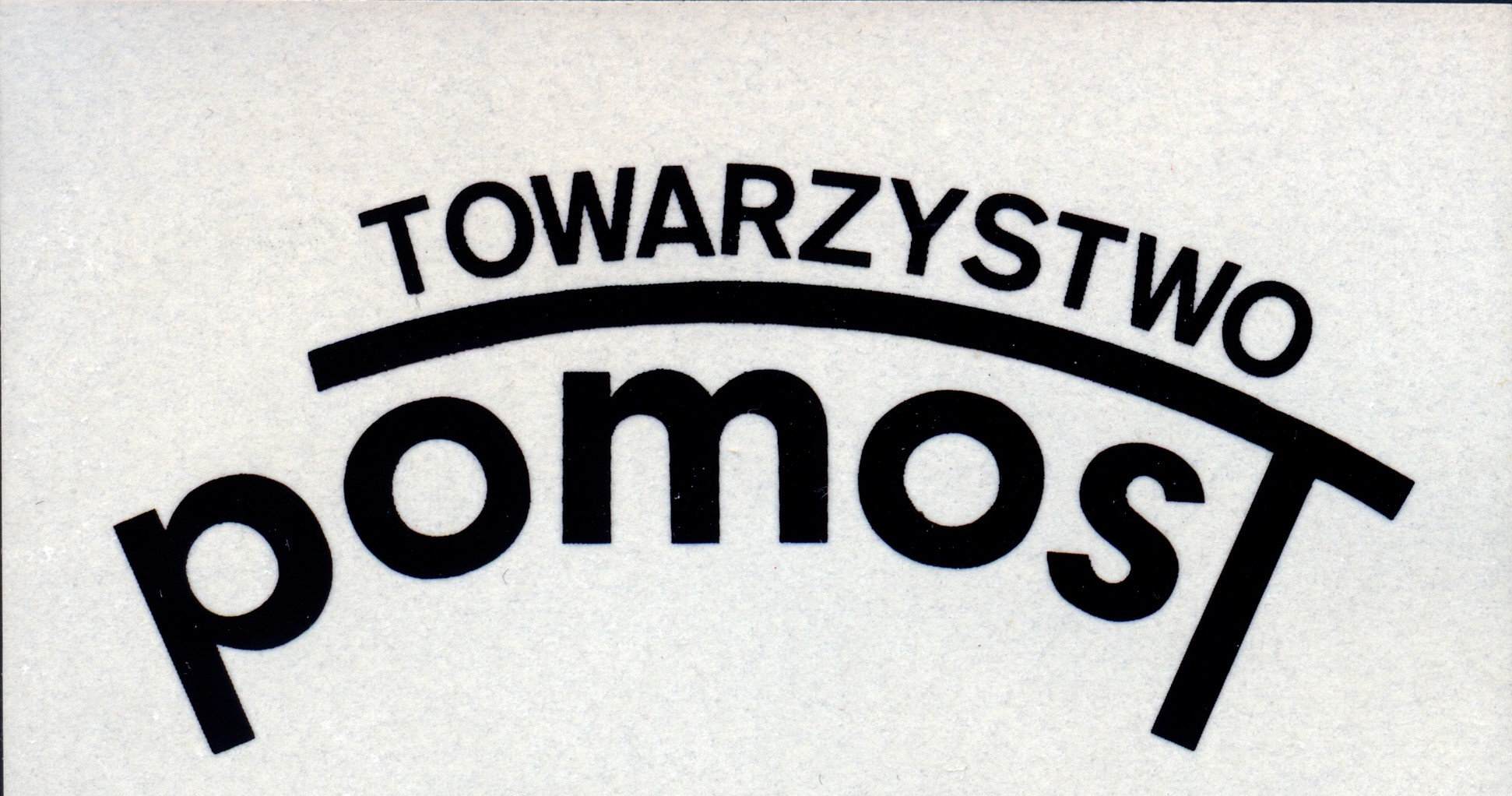
Logo „Towarzystwa Pomost”.

Towarzystwo Pomost – stowarzyszenie społeczno-kulturalne, od jesieni 1986 działające na Uniwersytecie Warszawskim nieformalnie jako Klub Pomost, od grudnia 1988 r. zarejestrowane. Twórcami byli Tomasz Szczepański (wówczas student UW) i Andrij Maruszeczko (wówczas student ASP).

## Działalność towarzystwa
Celem klubu, a później stowarzyszenia, była popularyzacja idei antykomunistycznej i antyimperialnej współpracy narodów obszaru Międzymorza. Chociaż cel ten nie był deklarowany publicznie, realizowano go w praktycznym działaniu. Chodziło też o wykształcenie zespołu ludzi znających problematykę środkowoeuropejską mogących w przyszłości – po spodziewanym już obaleniu komunizmu – pracować na rzecz tego programu w służbie państwowej.
Początkowo klub organizował otwarte spotkania członków i sympatyków ze znanymi osobistościami na Uniwersytecie Warszawskim, później w jednym z klubów osiedlowych w Warszawie, przez pewien czas także w warszawskim lokalu BTSK. Prelegentami byli naukowcy w większym lub mniejszym stopniu sympatyzujący z opozycją. W tym okresie zorganizowano spotkania m.in. z Januszem Radziejowskim, Jerzym Turonkiem, Bohdanem Skaradzińskim, Tadeuszem Andrzejem Olszańskim, Sokratem Janowiczem, Eugeniuszem Misiło, Stefanem Zabrowarnym, Andrzejem Ziębą. Spotkania cieszyły się także pewnym zainteresowaniem tych osób ze środowisk opozycyjnie nastawionej inteligencji Warszawy, które z różnych przyczyn interesowały się problematyką narodowościową. Działalność klubu odnotowała prasa podziemna i legalnie wydawana prasa mniejszościowa.

### Członkowie
W ciągu 2 lat nieformalnej działalności w ramach „Pomostu” skupiło się grono kilkunastu osób – studentów i młodej inteligencji zajmujących się zagadnieniami etnicznymi. Członkami omawianej grupy byli m.in.: Paweł Cieplak, Michał Kurkiewicz, Tomasz Marek Leoniuk, Joanna Strzelczyk (wszyscy w MSZ po 1989 r.), Paweł Kazanecki, Tomasz Szczepański (po 1989 r. w MKiS – w Biurze ds. Mniejszości Narodowych), Tadeusz A. Olszański (po 1989 r. pracownik Ośrodka Studiów Wschodnich), Eugeniusz Wappa (po 1989 r. przewodniczący Związku Białoruskiego w Polsce), Włodzimierz Pac (po 1989 r. dziennikarz sekcji białoruskiej Radia „Polonia”, korespondent PR w Mińsku), Jerzy Leszczyński (po 1989 r. dziennikarz redakcji białoruskiej Polskiego Radia w Białymstoku), Mirosław Czech (po 1989 r. członek władz Związku Ukraińców w Polsce).
Byli wśród nich także działacze młodego pokolenia mniejszości ukraińskiej i białoruskiej o zdecydowanie narodowo-niepodległościowej, a zarazem antykomunistycznej orientacji. W 1988 roku Towarzystwo „Pomost” zostało zarejestrowane jako stowarzyszenie. Jego dalsza działalność do końca PRL polegała głównie na organizowaniu odczytów i dyskusji, podjęto też próbę powołania oddziałów terenowych. W 1989 roku powołano oddział w Łodzi (przewodniczący Zbigniew Pruski), nieco później także w Krakowie (przewodniczący Andrzej Izdebski) i Olsztynie (przewodniczący dr Andrzej Borkowski). Podjęto też nieudaną próbę powołania oddziału w Białymstoku. Przez pewien czas po 1992 r. działał oddział w Sochaczewie (dr Zbigniew Gajewski). Nie udało się rozwinąć działalności wydawniczej na większą skalę, mimo prób podejmowanych w tym kierunku w 1989 roku. Pojawiło się jedynie efemeryczne wydawnictwo „Międzymorze”, które wydało 3 książki, w tym reprint „Słownika ukraińsko-polskiego i polsko ukraińskiego” Hrycaka i Kisielewskiego z 1930 r. Część nakładu słownika nieodpłatnie przekazano na Ukrainę.

### Działalność po 1989 roku
Po 1989 r. stowarzyszenie kontynuowało działalność odczytową, wszędzie tam gdzie powołano jego oddziały (Warszawa, Kraków, Łódź, Olsztyn). Zorganizowano lub współorganizowano kilka sesji naukowych („Wielokulturowość Lwowa”, Warszawa, 1990 r.; „Białoruś – dziedzictwo i nowa tożsamość”, Olsztyn 1992 r. – przy współpracy ze Studium Nauk Społecznych ART). Oddział łódzki w 1990 r. zorganizował wystawę „Białoruski drugi obieg”. Katalog z niej wydany był przez pewien czas jedyną bibliografią białoruskich druków podziemnych w języku polskim. Staraniem oddziału łódzkiego „Pomostu” nawiązano kontakt z mieszkańcami wsi Kostiuchnówka na Wołyniu, zapoczątkowując proces odnowienia cmentarza żołnierzy Legionów poległych tam w 1916 r.
Nakładem oddziału krakowskiego „Pomostu”, którego przewodniczącym był wówczas Andrzej Izdebski, ukazał się skrót pracy doktorskiej Mirosława Boruty zatytułowany „Polacy o i dla niepodległości wschodnich sąsiadów Rzeczypospolitej” (Kraków 1995) oraz kilka broszur popularyzujących idee współpracy geopolitycznej narodów obszaru Międzymorza bałtycko-czarnomorskiego (m.in. Niepodległość Białorusi polską racją stanu. Z historii polskiej myśli politycznej lat 1950–1985 (Kraków 1996), „Międzymorze” w myśli politycznej ośrodków emigracji narodów Europy środkowej i wschodniej w latach 1945–1985 (Kraków 1998), Idea niepodległości Ukrainy jako wyraz polskiej racji stanu w okresie II Rzeczypospolitej (Kraków 1999) oraz Problemy etniczne i polityka. Wybrane zagadnienia w opiniach środowisk niezależnych. Ludzie – Partie – Czasopisma (Kraków 2000), wszystkie autorstwa Mirosława Boruty).
W 1993 r. nowym prezesem stowarzyszenia została Monika Plutecka, a dotychczasowy prezes T. Szczepański pozostał w składzie zarządu głównego jako sekretarz. Od 1993 r. stowarzyszenie zaczęło wydawać dwujęzyczny polsko-białoruski magazyn nieregularny „Dyskusja – Dyskusija” (pod redakcją Jarosława Iwaniuka). Do 1996 roku ukazało się 9 numerów, każdy w nakładzie 500 egzemplarzy. W listopadzie 1993 r. została otwarta w Warszawie w Muzeum Niepodległości wystawa białoruskiej fotografii artystycznej. Jej organizatorami było Towarzystwo Pomost, Muzeum Niepodległości oraz Związek Studentów Białoruskich z Mińska. Komisarzem wystawy był ówczesny działacz „Pomostu”, Paweł Kazanecki.

### Zakończenie działalności
Przez cały okres swojego istnienia stowarzyszenie opierało się na pracy społecznej swoich członków. Na niektóre przedsięwzięcia, przede wszystkim wydawnictwa, stowarzyszenie zdobywało niewielkie dotacje – głównie z MKiS. Pewnej pomocy udzielił Klub Osiedlowy „Jowisz” na warszawskim osiedlu Bródno, godząc się na nieodpłatne użytkowanie sali na spotkania organizacyjne oraz umieszczenie tam adresu stowarzyszenia. Nie udało się jedna pozyskać znaczących sponsorów, co oznaczało niemożność przejścia na pewien poziom profesjonalizacji działań. Działalność stowarzyszenia spotykała się też z niechęcią wpływowego środowiska lewicowo-liberalnego, uważającego obszar kontaktów Polska-Wschód za swoją wyłączną strefę wpływów. Wszystkie te czynniki spowodowały zanik działalności stowarzyszenia pod koniec lat 90. XX wieku.